# Central Region (Uganda)

Lage der Central Region

Die Central Region ist eine von vier Regionen in Uganda. Laut der Volkszählung in Uganda aus dem Jahr 2014 betrug die Einwohnerzahl der Region 9.529.238 auf einer Fläche von 61.403,2 km². Die regionale Hauptstadt befindet sich in der Stadt Kampala. Die Region gliedert sich in mehrere Distrikte. Die Region ist gleichbedeutend mit dem Königreich Buganda, einer der alten afrikanischen Monarchien, die in Uganda verfassungsmäßig anerkannt sind.

## Demografie
Die Bevölkerungszahl wird für 2020 auf 11.562.900 geschätzt. Davon lebten im selben Jahr 49,1 Prozent in städtischen Regionen und 50,9 Prozent in ländlichen Regionen.
| Zensusjahr | Einwohnerzahl |
| ---------- | ------------- |
| 1994       | 4.843.594     |
| 2002       | 6.575.425     |
| 2014       | 9.529.238     |

## Distrikte
2020 besteht die Central Region aus 26 Distrikten und der Stadt Kampala:
| Distrikt              | Einwohnerzahl (Zensus 1991) | Einwohnerzahl (Zensus 2002) | Einwohnerzahl (Zensus 2014) |
| --------------------- | --------------------------- | --------------------------- | --------------------------- |
| Distrikt Buikwe       | 250.511                     | 329.858                     | 422.771                     |
| Distrikt Bukomansimbi | 126.549                     | 139.556                     | 151.413                     |
| Distrikt Butambala    | 074.062                     | 086.755                     | 100.840                     |
| Distrikt Buvuma       | 018.482                     | 042.483                     | 089.890                     |
| Distrikt Gomba        | 119.550                     | 133.264                     | 159.922                     |
| Distrikt Kalangala    | 016.371                     | 034.766                     | 054.293                     |
| Distrikt Kalungu      | 152.028                     | 160.684                     | 183.232                     |
| Kampala               | 774.241                     | 1.189.1420.                 | 1.507.0800.                 |
| Distrikt Kasanda      |                             |                             | 271.544                     |
| Distrikt Kayunga      | 236.177                     | 294.613                     | 368.062                     |
| Distrikt Kiboga       | 098.153                     | 108.897                     | 148.218                     |
| Distrikt Kyankwanzi   | 043.454                     | 120.575                     | 214.693                     |
| Distrikt Kyotera      |                             |                             | 239.563                     |
| Distrikt Luweero      | 255.390                     | 341.317                     | 456.958                     |
| Distrikt Lwengo       | 212.554                     | 242.252                     | 274.953                     |
| Distrikt Lyantonde    | 053.100                     | 066.039                     | 093.753                     |
| Distrikt Masaka       | 203.566                     | 228.170                     | 297.004                     |
| Distrikt Mityana      | 223.527                     | 266.108                     | 328.964                     |
| Distrikt Mpigi        | 157.368                     | 187.771                     | 250.548                     |
| Distrikt Mubende      |                             |                             | 412.804                     |
| Distrikt Mukono       | 319.434                     | 423.052                     | 596.804                     |
| Distrikt Nakaseke     | 093.804                     | 137.278                     | 197.369                     |
| Distrikt Nakasongola  | 100.497                     | 127.064                     | 181.799                     |
| Distrikt Rakai        |                             |                             | 276.746                     |
| Distrikt Sembabule    | 144.039                     | 180.045                     | 252.597                     |
| Distrikt Wakiso       | 562.887                     | 907.988                     | 1.997.4180.                 |

## Wirtschaft
Die Central Region ist die am stärksten urbanisierte und am höchsten entwickelte Region in Uganda. Mit Kampala enthält sie außerdem das wichtigste Wirtschaftszentrum des Landes.